# Ritidectomia
La ritidectomia o ritidoplàstia, més comunament coneguda com lifting (o facelift, a partir del seu terme popular en anglès) és una tècnica utilitzada en cirurgia plàstica consistent en retirar l'excés de pell en una determinada zona per tal d'eliminar-ne les arrugues estirant la part no extirpada.
És un tractament principalment quirúrgic que s'utilitza per aixecar zones de la pell, la cara i el coll, que amb el temps van creixent, convertint-se en plegaments, i es van arrugant (convertint-se en arrugues) per l'envelliment o temes de la pell.
També existeix el lífting sense cirurgia ni anestesies, mitjançant estiraments facials.

## Funcionament
La ridectomia, principalment facial, es basa en diferents tractaments, que ajuden a pujar zones de la cara i coll, que amb l'edat o les diferents pells o problemes que es puguin tenir, s'arruguin...
L'objectiu principal del lífting és reduir plegaments i arrugues que habitualment es poden formar en barbeta, front, coll. També es tracten estructures més profundes dels teixits facials i del coll, i s'extreuen les àrees seleccionades de greix.
Pot ser una cirurgia estètica, per millorar els signes de l'envelliment del coll i la cara. La cirurgia consisteix a retirar els excessos de la pell i del coll, fent així, tensar els músculs de les zones, aconseguint un estirament total de la pell donant una aparença rejovenida i natural
La cirurgia deixa poques cicatrius i els resultats són molt naturals i duradors
Els resultats d'un lífting facial amb cirurgia es poden començar a veure després de trenta dies, i de forma definitiva al cap de tres mesos. I el període de recuperació és d'uns deu dies aproximadament.
En canvi, el temps per apreciar el resultat d'un lífting sense cirurgia, varia en funció del tractament realitzat, com per exemple:
- Posar-se botox, que també forma part d'un lífting. (L'efecte comença a ser apreciable als 4-15 dies després del tractament).[3]
- lífting facial líquid (el resultat dura de 9 a 12 mesos, depenent del producte escollit)[4]
- Transferència de greix o lipofilling (entre 1-12 mesos depenent de on t'ho fas i el mode en que t'ho fan, duració permanent).[5]
- Fils tensors (implantació instantània, pero a partir dels 15 o 20 dies comença a produir col·lagen i elasticitat).[6]
- Cremes “flash lífting” (resultat instantani, poca durada)

El lífting sense cirurgia consisteix en, sense haver de passar per quiròfan, amb diferents tipus de tècniques, estirar la pell, i així treure arrugues i línies fines que es poden haver format.
Qualsevol tipus de tractament requereix un enfocament personalitzat que s'ajusti a la necessitat de cada pacient.

## Les diferents tècniques
Dintre de les diferents tècniques per fer un lífting hi ha les següents:
Tècniques amb cirurgia:
- Minilífting: El minilífting està fet per a persones que mostren poques arrugues o petits plegaments a nivell de la cara i el coll.
- lífting de cara i coll: Tracta la laxitud i arrugues, mig i inferior de la cara i el coll. Aquest tipus de lífting facial reposiciona el coll i la Mandíbula (artròpodes)|mandíbula, donant volum.
- lífting de terç mig: Aquesta cirurgia es basa mes en la part de les orelles i Pòmul|pòmuls que amb l'envelliment s'arruguen.
- lífting frontal: Aquest tracta les arrugues del front i la altura de les celles.
- lífting endoscòpic: Aquest tractament serveix per reduir i eliminar cicatrius.

Tècniques sense cirurgia:
- Neuromoduladors: Relaxa els músculs temporalment i tracta amb eficàcia les línies d'expressió entre les celles, el front i altres regions a la part superior de la cara.
- lífting facial líquid: Aquest tractament s'especialitza amb les parts dels pòmuls i el contorn, mentre també arregla petits plegaments que poden haver.
- Transferència de greix: Es un tractament amb una alternativa natural que ajuda a moltes parts de la cara sobretot la part dels pòmuls.
- Fils tensors: Aquest tractament oferint també produir mes col·lagen i fibroblasts. Son uns fils tensors agafats per baix de la pell, que tensen la cara fent una sensació de rejoveniment.
- Cremes: A dia d'avui també molts Cosmètica|cosmètics ofereixen també cremes que hidraten la cara i que el resultat és immediat però a curt termini.

## Zones on s'aplica
Hi ha molts llocs on es pot fer un lífting normalment són de cara, ja que el lífting es basa més en l'eliminació de les diferents imperfeccions de la cara, però també existeixen lífting per les cames i panxa.
A continuació les zones mes comuns on es fa el lífting (sense especificar, ja que en la cara es toquen molts més punts en concret):
- Pòmuls i mentó
- Front
- Cuixes
- Abdominal
- Front

I després dintre de cada zona, s'hauria d'especificar amb l'especialista el que es vol fer i trobar la millor manera, forma i zona.